# Aéroport de Kerry
L'aéroport de Kerry (Irlandais : Aerfort Chiarraí), souvent appelé aéroport de Farranfore, est un aéroport situé à Farranfore, Killarney, dans le comté de Kerry en Irlande. Il est situé à 13 kilomètres au nord de Tralee. Les vols proposés sont exploités par Chalair Aviation et Ryanair. Depuis la crise sanitaire, la compagnie Française normande Chalair s'est implantée à Kerry et propose plusieurs  vols en saison à destination de Caen en Normandie et aussi Brest en Bretagne; Cette compagnie dessert aussi les villes de Brive et Pau.

## Situation
| Connemara Cork Donégal Dublin Inis Meáin Inis Mór Inis Oírr Kerry Knock Shannon Waterford |

## Compagnies aériennes et destinations
| Compagnies       | Destinations                                                                                         |
| ---------------- | --- |
| Chalair Aviation | En saison : Brest-Bretagne, Brive-Souillac, Caen, Pau-Pyrénées                                       |
| Ryanair          | Dublin, Francfort-Hahn, Londres-Luton, Londres-Stansted, Manchester En saison : Alicante-Elche, Faro |

Édité le 13/04/2018. Actualisé le 13/02/2024.

## Statistiques
Pour des raisons techniques, il est temporairement impossible d'afficher le graphique qui aurait dû être présenté ici.

Voir la requête brute et les sources sur Wikidata.

## Transports au sol

### Train
La gare des Iarnród Éireann (chemins de fer) est située à 1,6 kilomètre au sud et relie les villes de Killarney, Tralee, Mallow, Cork, Limerick Junction (pour assurer les correspondances) et Dublin Heuston.

### Route
L'aéroport de Kerry est situé sur la N23 à 94 kilomètres de Limerick et 106 kilomètres de Cork. Dublin est à 286 kilomètres de l'aéroport. La N22 relie Tralee et Killarney par la jonction avec la N23. Des services de location de véhicules existent à l'aéroport.

### Bus
Une gare routière a ouvert en janvier 2006. Elle permet de relier l'aéroport à Abbeyfeale/Adare, Castleisland, Cork, Dublin, Farranfore, Galway, Killarney, Limerick et Tralee.